# Wijken en buurten in Veldhoven
De Nederlandse gemeente Veldhoven is voor statistische doeleinden onderverdeeld in wijken en buurten. De gemeente is verdeeld in de volgende statistische wijken:
- Wijk 00 Veldhoven (CBS-wijkcode:086100)
- Wijk 01 Noordelijk Woongebied (CBS-wijkcode:086101)
- Wijk 02 Oerle (CBS-wijkcode:086102)

Een statistische wijk kan bestaan uit meerdere buurten. Onderstaande tabel geeft de buurtindeling met kentallen volgens het Centraal Bureau voor de Statistiek (2008):
| CBS-buurtcode | Buurtnaam                                    | Inwonertal | Opp. totaal (ha) | Opp. land (ha) | Ligging                |
| ------------- | -------------------------------------------- | ---------- | ---------------- | -------------- | ---------------------- |
| BU08610000    | Veldhoven                                    | 5120       | 359              | 359            | Locatie in de gemeente |
| BU08610001    | Meerveldhoven                                | 2350       | 164              | 164            | Locatie in de gemeente |
| BU08610002    | Zeelst                                       | 5620       | 169              | 169            | Locatie in de gemeente |
| BU08610003    | D'Ekker                                      | 3510       | 80               | 80             | Locatie in de gemeente |
| BU08610004    | Zonderwijk                                   | 3410       | 89               | 89             | Locatie in de gemeente |
| BU08610005    | 't Look                                      | 2820       | 81               | 81             | Locatie in de gemeente |
| BU08610006    | Cobbeek en Centrum                           | 4310       | 71               | 71             | Locatie in de gemeente |
| BU08610009    | Verspreide huizen ten zuiden van de E3-weg   | 240        | 625              | 605            | Locatie in de gemeente |
| BU08610100    | Heikant-West                                 | 4180       | 70               | 70             | Locatie in de gemeente |
| BU08610101    | Heikant-Oost                                 | 2650       | 63               | 63             | Locatie in de gemeente |
| BU08610102    | De Kelen                                     | 2960       | 78               | 78             | Locatie in de gemeente |
| BU08610103    | De Polders                                   | 2780       | 82               | 82             | Locatie in de gemeente |
| BU08610200    | Oerle                                        | 1960       | 207              | 207            | Locatie in de gemeente |
| BU08610201    | Zandoerle                                    | 120        | 15               | 15             | Locatie in de gemeente |
| BU08610207    | Verspreide huizen Zittard                    | 160        | 275              | 275            | Locatie in de gemeente |
| BU08610208    | Verspreide huizen Groote Aard en Vliet       | 210        | 632              | 632            | Locatie in de gemeente |
| BU08610209    | Verspreide huizen Scherpenering en Landsaard | 640        | 132              | 132            | Locatie in de gemeente |